# Tunel w Dupnicy
Tunel w Dupnicy, Schronisko w Ryczowie III – schronisko w skałach Dupnicy we wsi Ryczów w województwie śląskim, powiecie zawierciańskim, w gminie Ogrodzieniec. Pod względem geograficznym jest to obszar Wyżyny Mirowsko-Olsztyńskiej, będącej częścią Wyżyny Częstochowskiej w obrębie Wyżyny Krakowsko-Częstochowskiej.

## Opis obiektu
Znajduje się w skale na szczycie wzniesienia Dupnica i ma postać tunelu przebijającego skałę na wylot ze wschodu na zachód. Otwór wschodni znajduje się na niewielkim i bezleśnym wypłaszczeniu terenu, otwór zachodni wychodzi na urwiste zbocze. Tunel ma sporą wysokość. Wygładzone ściany wskazują, że jest pochodzenia krasowego, a szczelina w stropie tunelu, że powstał na pęknięciu skał. Jest pozostałością dużego kanału krasowego, który uległ zniszczeniu.
Tunel powstał w wapieniach skalistych pochodzących z jury późnej. Nacieków brak. Namulisko piaszczysto-kamieniste. Jest silnie przewiewny, suchy i w całości widny. W silniej oświetlonych miejscach ściany porośnięte glonami i porostami.

## Historia badania i dokumentacji
Tunel jest znany od dawna i często odwiedzany. Po raz pierwszy opisał go Kazimierz Kowalski w 1951 roku jako Schronisko w Ryczowie III. W 1993 r. opracowano plan i opis schroniska na zlecenie dyrekcji Jurajskich Parków Krajobrazowych woj. katowickiego.

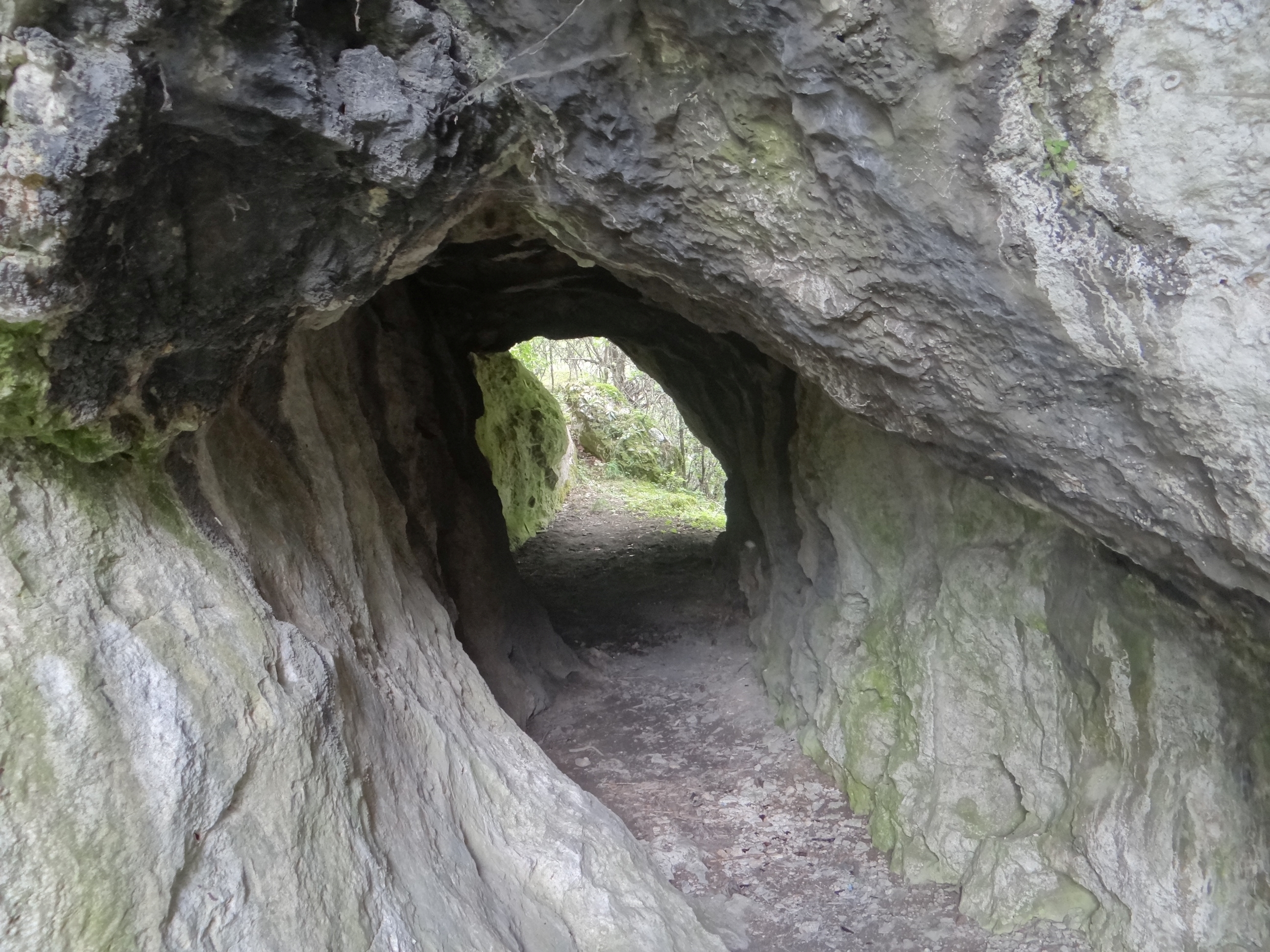
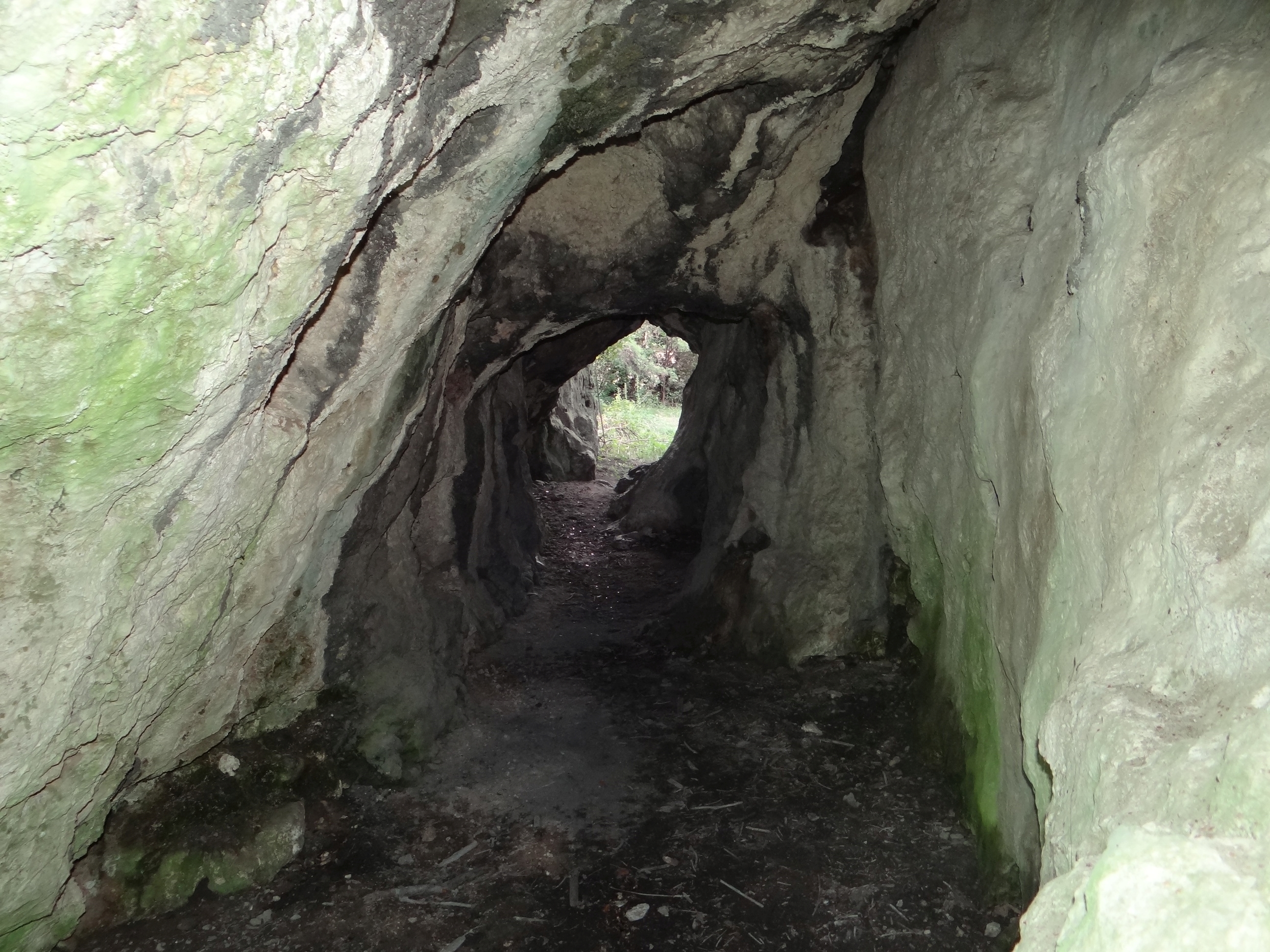
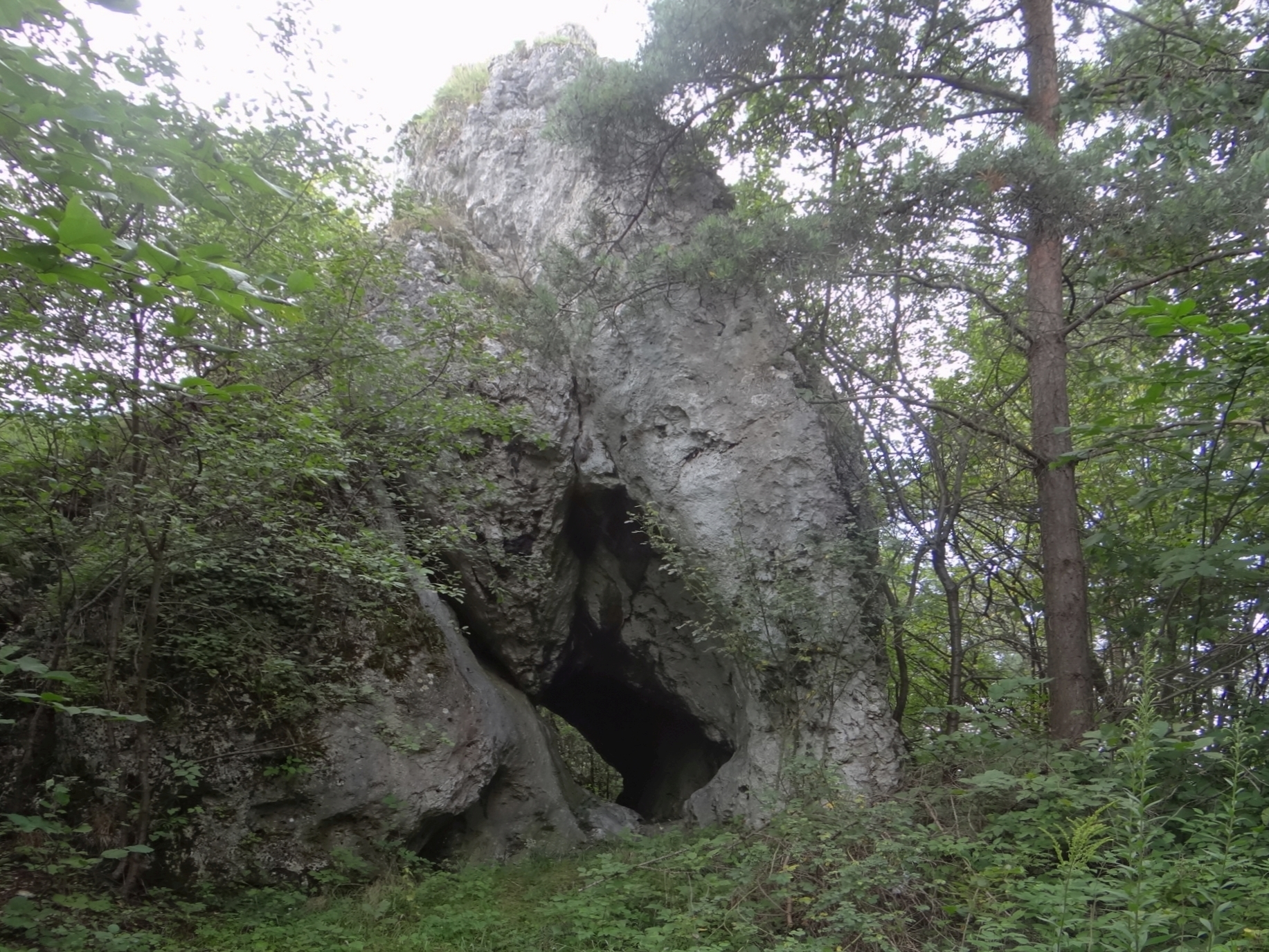